# George Shoobridge Carr
Pour les articles homonymes, voir Carr.
George Shoobridge Carr (né le 14 mai 1837 à Teignmouth et mort le 29 août 1914) est un mathématicien et joueur d'échecs britannique.

## Biographie
Carr a reçu sa formation académique, d'abord à Jersey et au University College de Londres. Ensuite, il est à Londres en tant que précepteur, notamment pour les étudiants de l'Université de Cambridge pour la préparation de l'épreuve mathématique du Tripos. En 1858, il fait partie des joueurs d'échecs affrontant l'Américain Paul Morphy - alors meilleur joueur au monde – au cours de ses nombreux voyages en Europe. Carr perdit à Birmingham avec les noirs en 23 coups.
À l'âge de près de 40 ans, il s'inscrit en janvier 1876  pour un diplôme de premier cycle à l'Université de Cambridge. Il étudie au Gonville and Caius College et termine en 1880 ses Tripos au rang de 12th Senior Optime – donc avec des résultats moyens. En 1883 il obtient son diplôme de Master.
Son ouvrage publié pour la première fois en 1880, Synopsis of Pure Mathematics, conçu comme un guide d'entraînement au Tripos, a influencé de manière significative la formation scientifique de l'enfant prodige indien Srinivasa Ramanujan. Un ami lui avait prêté, alors qu'il avait à l'époque 15 ans, en 1903, en l'empruntant à la Bibliothèque du Government College à Kumbakonam. En 1896, Carr a en outre écrit Social Evolution and the Evolution of Socialism. A Critical Essay.

## Publications
- A Synopsis of Elementary Results in Pure and Applied Mathematics, 1886.
- Social Evolution and the Evolution of Socialism. A Critical Essay, 1896.